# Džon Dolmajan
Džon Dolmajan (jerm. Ջոն Դոլմայան; Bejrut, Liban, 15. jula 1972.) je jermensko-američki muzičar, najpoznatiji kao bubnjar benda System of a Down . Takođe je i bivši bubnjar Scars on Broadway-a. Onlajn magazin Loudwire ga je proglasio 33. najboljim hevi metal i hard rok bubnjarem svih vremena.

## Biografija

### Detinjstvo i mladost
Džon Dolmajan je rođen u Bejrutu, Liban, od roditelja Jermena. Tokom Libanskog građanskog rata, njegova porodica se preselila u Kaliforniju.
Prvi put postaje zainteresovan za bubnjeve sa 2 godine nakon sto ga je njegov otac, koji je bio saksofonista, odveo na probu. Učio je svirati bubnjeve skidajući pesme sa džez kaseta njegovog oca i rok kaseta koje je delio sa prijateljima.
Dolmajan je obožavatelj The Who -a i navodi The Who bubnjara Kita Muna kao svoj najveći uticaj. Ostali bubnjari koje on navodi kao veliki uticaj su Džon Bonam iz Led Zepelina, Stjuart Koplend iz The Police i Rush-ov Nil Pirt.

### Muzička karijera
Dolmajan se pridružuje System of a Down 1997. nakon što je njihov prvobitni bubnjar napustio bend zbog povrede ruke. Do sada je snimio pet albuma sa bendom.
Nakon što je System of a Down objavio pauzu 2006 Dolmajan osniva sa Sistemovim gitaristom Deron Malakijanom novi bend po imenu Scars on Broadway sa kojim objavljuje debitantski album 2008. godine. Nakon toga bend doživljava veću pauzu i Dolmajan biva isključen iz projekta nakon ponovnog okupljanja 2018. godine.
Snimao je bubnjeve za albume Scum of the Earth-a i Killing Joke-a (koji ipak nisu iskoristili njegovu traku već Dejv Grolovu). Takođe je svirao na turneji grupe Axis of Justice i na prvom solo albumu Serdža Tankiana.

## Privatni život
Džon Dolmajan je oženjen Dianom Dolmajan (devojačko Madatjan) koja je sestra žene Serdža Tankiana. Dolmajan je dugogodišnji ljubitelj stripova i takođe vlasnik striparnice Torpedo Comics u Las Vegasu.

## Diskografija
Sa 
- (1998)
- (2001)
- (2002)
- (2005)
- (2005)

Sa 
- (2008)

Sa Serdžom Tankianom
- (2007)

Sa 
- (2004)